# Preston Tower

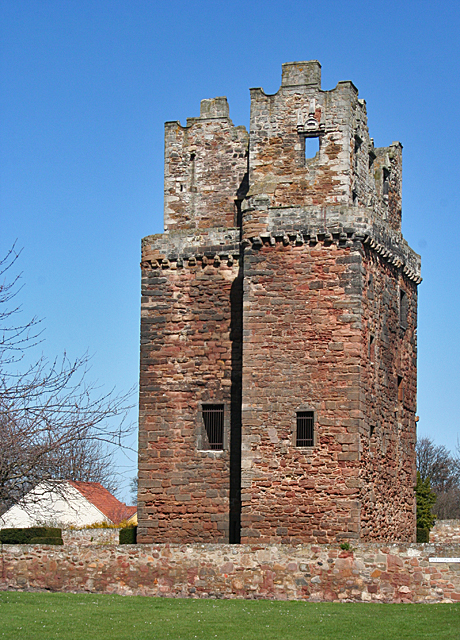
Preston Tower

Preston Tower ist ein Tower House in der schottischen Stadt Prestonpans in der Council Area East Lothian. Es ist als Scheduled Monument denkmalgeschützt. Eine ehemalige Aufnahme in die schottischen Denkmallisten in der höchsten Kategorie A wurde 2015 aufgehoben. Heute (2022) gehört Preston Tower dem National Trust for Scotland.

## Geschichte
Das Tower House wurde Mitte des 15. Jahrhunderts als Sitz der Prestonlinie des Clans Hamilton erbaut. Im Zuge des Rough Wooing unter Heinrich VIII. wurde das Tower House durch Edward Seymour niedergebrannt. Zwischenzeitlich wiederhergerichtet wurde Preston Tower abermals im Laufe der Kriege der Drei Königreiche durch Cromwellsche Truppen niedergebrannt. Abermals restauriert führte ein Unglück im Jahre 1663 zu einem weiteren Brand, infolgedessen das Bauwerk aufgegeben wurde. Bereits im Jahre 1628 hatten die Hamiltons mit dem Bau des nahegelegenen Herrenhauses Hamilton House begonnen. Mit dem Covenanter Robert Hamilton verstarb im Jahre 1701 das letzte Mitglied der Prestonlinie.

## Beschreibung
Der vierstöckige Preston Tower liegt im Süden von Prestonpans. Er weist einen L-förmigen Grundriss auf. Das Mauerwerk besteht aus Bruchstein vom roten Sandstein und ist bis zu zwei Meter mächtig. Auf dem 20,4 m hohen Turm mit Zinnenbewehrung und umlaufendem Wehrgang sitzt eine zweistöckige Erweiterung von 6,4 m Höhe aus dem Jahre 1626 auf. Diese ist im Renaissance-Stil ausgestaltet. Der Eingangsbereich befindet sich in einem halbrund hervortretenden Turm im Gebäudeinnenwinkel. Im Erdgeschoss ist die Decke als Tonnengewölbe gestaltet; im höherliegenden Saal mit einem Halbgewölbe.